# Molumbo (distrito)
Molumbo é um distrito da província da Zambézia, em Moçambique, com sede na povoação de Molumbo. Foi criado em 2013, com a elevação a distrito do posto administrativo do Molumbo que pertencia ao distrito de Milange.
Tem limite, a norte com o distrito de Mecanhelas da província de Niassa, a oeste com o Malawi, a sul com os distritos de Milange e Lugela, e a oeste com os distritos de Namarroi e Gurué.
Em 2012, o distrito tinha uma população estimada em 101 664 habitantes.

## Divisão administrativa
O distrito está dividido nos postos administrativos de Corromana e Molumbo, compostos pelas seguintes localidades:
- Posto Administrativo de Corromana
  - Nangoma
- Posto Administrativo de Molumbo:
  - Capitão Mor-Muhalo
  - Molumbo
  - Tetete

A localidade de Tetete foi transferida do distrito de Gurué em 2013.
O posto administrativo de Corromana foi criado em 2017.